# Phyllanthus obtusatus
Phyllanthus obtusatus är en emblikaväxtart som först beskrevs av Gustav Johann Billberg, och fick sitt nu gällande namn av Johannes Müller Argoviensis. Phyllanthus obtusatus ingår i släktet Phyllanthus och familjen emblikaväxter. Inga underarter finns listade i Catalogue of Life.